# Ingravescentem Aetatem
Ingravescentem Aetatem (с лат. — «Увеличение бремени возраста») — апостольское письмо motu proprio Папы римского Павла VI опубликованное 20 сентября 1970 года, которое определяет правила максимального возраста для исполнения обязанностей кардиналов-выборщиков. Положения вступили в силу с 1 января 1970 года.

## Содержание
Вот некоторые из основных моментов motu proprio.
«II. Отцы-кардиналы достигшие восьмидесяти лет:
1) перестают быть членами отделов Римской курии других учреждений, упомянутых в предыдущей статье;
2) и, следовательно, теряют право участия в Конклаве, чтобы избрать Верховного Понтифика. Если, однако, Кардинал достиг восьмидесяти лет во время Конклава, правом избрания Верховного Понтифика по-прежнему пользуется в этот раз.»
Оригинальный текст (лат.)II. Patres Cardinales, cum octogesimum aetatis annum conficiunt:

1) desinunt esse Membra Dicasteriorum Romanae Curiae ceterorumque Institutorum, quae in superiore articulo memorantur;

2) ius amittunt Romanum Pontificem eligendi atque adeo etiam ius in Conclave ingrediendi. Si quis vero Cardinalis inter Conclave octogesimum aetatis annum compleat, iure Romanum Pontificem eligendi frui hac vice pergit.

### Кардиналы, служащие в Римской Курии
Кардиналам, служащим в Римской Курии предлагается добровольно подавать в отставку в возрасте 75 лет, во власти же Папы принять её немедленно или в более позднее время, но, как правило, до 80 лет.

### Кардиналы старше 80 лет
Кардиналы в возрасте 80 лет:
- перестают быть членами дикастерий Римской курии;
- теряют право на участие в Конклаве, чтобы избрать Папу римского.

Особые правила касаются Камерленго и Великого пенитенциария, которые предусматривают исполнение обязанностей, если смерть Папы произошла, когда им исполнилось 80 лет, вплоть до назначения нового преемника Святого Петра.
Декан Священной Коллегии Кардиналов, однако, при условии соблюдения обычных правил и, в случае достижения 80 лет, теряет право на участие в Конклаве и его обязанности на Конклаве берёт на себя Вице-декан Священной Коллегии Кардиналов, или, если он тоже отсутствует или достиг 80 лет, старший кардинал-епископ.